# Rifugio Soria Ellena
Il rifugio Soria Ellena (indicato anche come rifugio Ellena-Soria) è un rifugio situato nella catena delle Alpi Marittime nel comune italiano di Entracque, in provincia di Cuneo, a 1840 metri di altitudine.

## Storia
Inaugurato il 10 dicembre 1961, fu dedicato alla memoria dell'alpinista cuneese Edoardo "Dado" Soria. In occasione del primo intervento di ristrutturazione, nel 1979, gli venne associata l'ulteriore intitolazione a un altro alpinista piemontese, compagno di Dado Soria, Gianni Ellena. Nel 2000 è stato praticato un ulteriore intervento di ristrutturazione, mentre nel 2020 la posa della coibentazione ha comportato visivamente un cambio di colori dell'esterno della struttura, che da bianca-marrone chiaro è divenuta grigia-marrone scuro.

## Struttura
L'edificio, sviluppato su 3 piani, ha una capienza complessiva di 65 posti letto, in camere da 5 o 6 posti. 
Il rifugio "propriamente detto" non dispone di locale invernale: ne assolve la funzione la sottostante struttura in muratura del Gias del Prajet, a 1810 m di quota, avente una capienza totale di 6 posti.

## Accesso
Da San Giacomo di Entracque, superata la diramazione che a sinistra sale alla Casa di Caccia, si segue a piedi la strada sterrata che risale in direzione SSO il fianco destro del vallone; in circa 2 ore di marcia si arriva al rifugio.

## Ascensioni
- Monte Gelàs (3143 m)
- Cima di San Robert (2919 m)
- Cima del Ciafron
- Cima Borello
- Roc di Fenestrelle
- Cima Roccati

## Traversate
- al rifugio Pagarì (2650 m)
- al rifugio Cougourde (Francia) (2100 m)

e attraverso il percorso della Grande Traversata delle Alpi:
- al rifugio Genova-Figari (2040 m)
- a Trinità di Entracque

## Escursioni

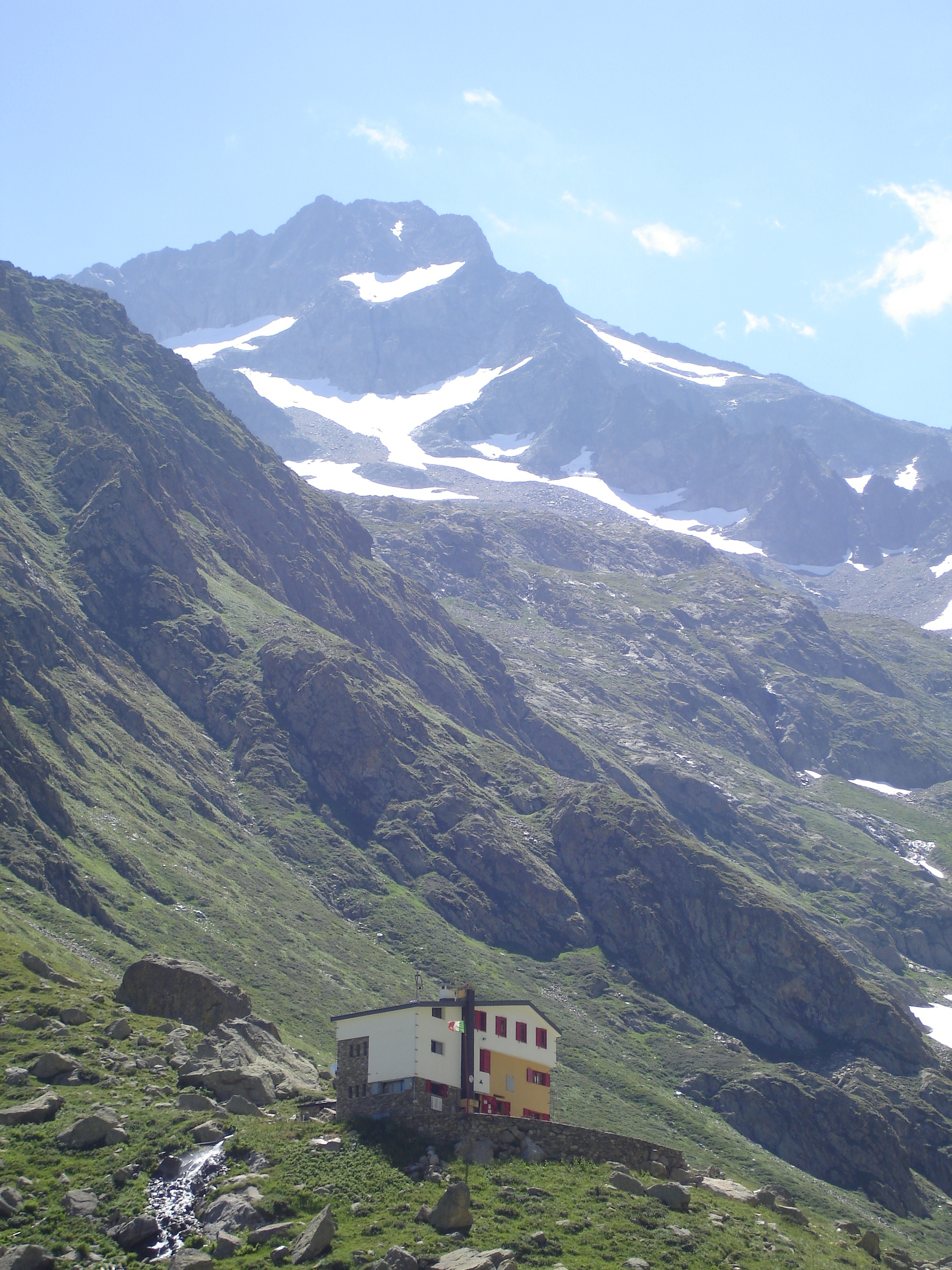
Il rifugio e il monte Gelas

Dal rifugio, si possono raggiungere 2 colli:
- il colle di Finestra che sconfina in Francia e il colle di Fenestrelle che ci conduce al bacino del Chiotas e al lago Brocan
- in circa 2 ore di cammino si può raggiungere il bel lago della Maura.

Il Soria Ellena sorge inoltre sul percorso rosso della via Alpina, di cui è punto tappa tra le sezioni R143 (rifugio Morelli-Buzzi - rifugio Soria Ellena) e R144 (rifugio Soria Ellena - rifugio della Madonna delle Finestre, Francia).